# Feliks Brochowski
Feliks (Szczęsny) Brochowski herbu Prawdzic – podstarości malborski w 1642 roku, pisarz ziemski zakroczymski w latach 1645-1648, pisarz grodzki zakroczymski,
marszałek sejmiku generalnego województwa mazowieckiego w 1646 i 1649 roku.
Deputat z województwa malborskiego na Trybunał Główny Koronny w 1642/1643 roku. Poseł na sejm ekstraordynaryjny 1642 roku z sejmiku generalnego pruskiego, poseł na sejm ekstraordynaryjny 1647 roku z ziemi zakroczymskiej, poseł na sejmy 1645 i 1646 roku. Jako poseł na sejm konwokacyjny 1648 roku był członkiem konfederacji generalnej zawiązanej 31 lipca 1648 roku. Był elektorem Jana II Kazimierza Wazy w 1648 roku z ziemi zakroczymskiej. Jako poseł na sejmie koronacyjny 1649 roku wyznaczony do lustracji dóbr królewskich w Wielkopolsce. Poseł na sejm 1649/1650 roku z sejmiku zakroczymskiego województwa mazowieckiego. Na sejmie 1649/1650 roku wyznaczony z koła poselskiego na komisarza komisji wojskowej lubelskiej, która zająć się miała wypłatą zaległych pieniędzy wojsku.